# أيوب الراجي
أيوب الراجي لاعب كرة قدم ألماني من أصول مغربية من مواليد ألمانيا لعب سابقاً في نادي الظفرة الإماراتي كلاعب مقيم.